# Fauna invertebrada de les Illes Balears

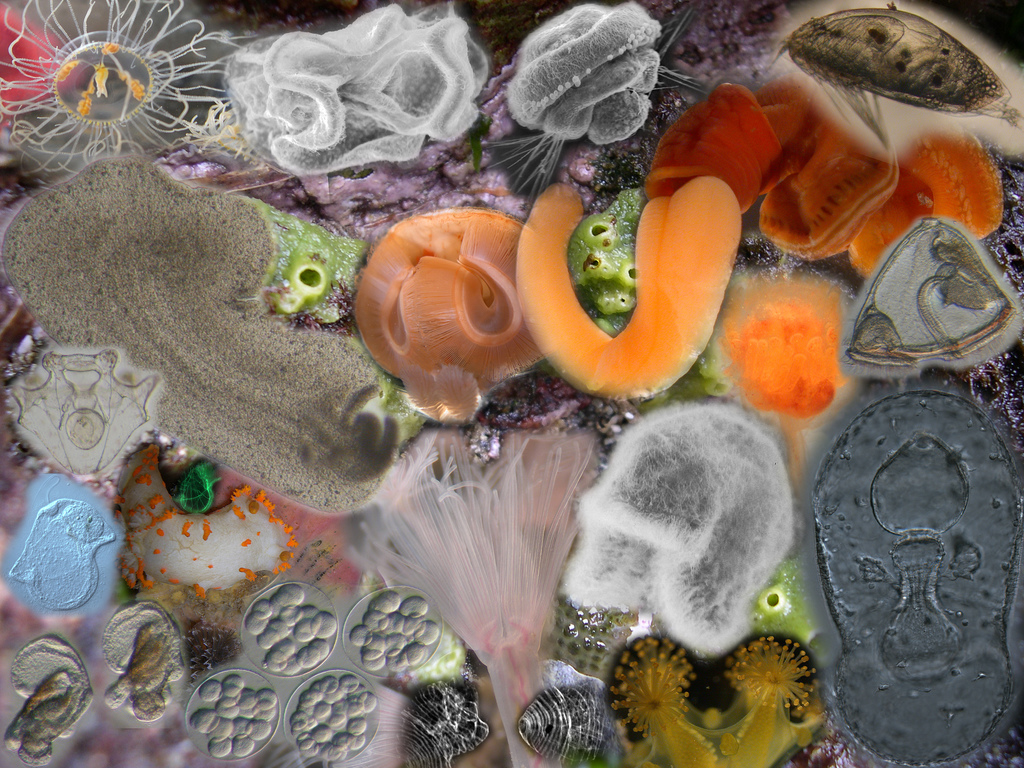
Invertebrats

Els invertebrats són nombrosos a les Illes Balears i apareixen tant en medis aquàtics com terrestres. El nombre exacte d'invertebrats a les Illes Balears no es coneix. Cal dir que constantment apareixen noves espècies, sobretot d'aquells que encara són poc estudiats. Els invertebrats, són animals amb no gaire capacitat de dispersió, per això el seu aïllament per la insularitat ha afavorit el sorgiment d'endemismes.
Alguns exemples dels invertebrats poden ser:
- Invertebrats terrestres.
  - Papallona rei (insecte).
  - Banyarriquer (insecte).
  - Somereta del Bon Jesús (crustaci).
  - Caragol Bover (mol·lusc).
- Invertebrats marins.
  - Pada (mol·lusc).
  - Estrella vermella (equinoderm).
  - Cranc de roca (crustaci).
  - Grumer (cnidari).

## Invertebrats endèmics
Un dels llocs de les Illes Balears on s'han trobat més endemismes són a les coves, ja que són medis aïllats. Es pot destacar el cas de l'escarabat Trechopsis ferreresi en coves de la Serra de Tramuntana. A la serra Tramuntana hi habita el caragol de serp (Iberellus balearicus) i l'escarabat de sang o monja (Timarcha balearica). A les zones costaneres hi ha la fura, que és un escarabat, (Pimelia criba). La fura és endèmica de Mallorca. A Menorca, trobam d'escarabat Brachycerus barbarus. A zones agràries i jardins es troba la papallona llimonera Gonepteryx cleopatra balearica, més propensa durant les estacions de primavera i estiu.